# Gilberto Zorio
 (février 2021).
Si vous disposez d'ouvrages ou d'articles de référence ou si vous connaissez des sites web de qualité traitant du thème abordé ici, merci de compléter l'article en donnant les références utiles à sa vérifiabilité et en les liant à la section « Notes et références ».
 (février 2021).
La mise en forme du texte ne suit pas les recommandations de Wikipédia : il faut le « wikifier ».
Les points d'amélioration suivants sont les cas les plus fréquents :
- Les titres sont pré-formatés par le logiciel. Ils ne sont ni en capitales, ni en gras.
- Le texte ne doit pas être écrit en capitales (les noms de famille non plus), ni en gras, ni en italique, ni en « petit »…
- Le gras n'est utilisé que pour surligner le titre de l'article dans l'introduction, une seule fois.
- L'italique est rarement utilisé : mots en langue étrangère, titres d'œuvres, noms de bateaux, etc.
- Les citations ne sont pas en italique mais en corps de texte normal. Elles sont entourées par des guillemets français : « et ».
- Les listes à puces sont à éviter, des paragraphes rédigés étant largement préférés. Les tableaux sont à réserver à la présentation de données structurées (résultats, etc.).
- Les appels de note de bas de page (petits chiffres en exposant, introduits par l'outil «  Source ») sont à placer entre la fin de phrase et le point final[comme ça].
- Les liens internes (vers d'autres articles de Wikipédia) sont à choisir avec parcimonie. Créez des liens vers des articles approfondissant le sujet. Les termes génériques sans rapport avec le sujet sont à éviter, ainsi que les répétitions de liens vers un même terme.
- Les liens externes sont à placer uniquement dans une section « Liens externes », à la fin de l'article. Ces liens sont à choisir avec parcimonie suivant les règles définies. Si un lien sert de source à l'article, son insertion dans le texte est à faire par les notes de bas de page.
- La présentation des références doit suivre les conventions bibliographiques. Il est recommandé d'utiliser les modèles {{Ouvrage}}, {{Chapitre}}, {{Article}}, {{Lien web}} et/ou {{Bibliographie}}. Le mode d'édition visuel peut mettre en forme automatiquement les références.
- Insérer une infobox (cadre d'informations à droite) n'est pas obligatoire pour parachever la mise en page.

Pour une aide détaillée, merci de consulter Aide:Wikification.
Si vous pensez que ces points ont été résolus, vous pouvez retirer ce bandeau et améliorer la mise en forme d'un autre article.
Gilberto Zorio (né en 1944 à Andorno Micca) est un artiste italien associé au mouvement Arte povera.  
L’œuvre de Zorio montre sa fascination pour les processus naturels, la transformation alchimique et la libération d’énergie. Ses sculptures, peintures et performances sont souvent lues comme des métaphores de l’action humaine révolutionnaire, de la transformation et de la créativité. Il est connu pour son utilisation des matériaux comprenant : tubes néons, acier, pas, motifs, et processus par l’utilisation de l’évaporation et de l’oxydation. 
Il crée également des installations précaires en utilisant des matériaux fragiles tels que Stella di Bronzo et Acidi dans son travail.

## Formation
Gilberto Zorio a étudié à l’École des arts et de la céramique, puis à l’Académie des beaux-arts de Turin (1963-1970). Il  a d’abord étudié la peinture, mais il est rapidement passé à la sculpture et a eu sa première exposition personnelle d’œuvres tridimensionnelles en 1967 à la Galleria Sperone de Turin. Il a continué à vivre à Turin et a y enseigné après avoir obtenu son diplôme.

## Premiers travaux
Une grande partie des premières œuvres de Zorio tendaient vers ce que l’artiste nord-américain Robert Morris a identifié comme une « dédifferentiation » entre les matériaux et les formes d’art dans la pratique sculpturale post-minimaliste. Cela a conduit Zorio à présenter des objets qui affirmaient des relations dynamiques avec leurs matériaux et leur contexte spatial ou environnemental. On peut le voir dans le semi-cylindre de chlorure de cobalt de Zorio qui a changé de couleur en réaction à la présence du spectateur.  
Tout au long de sa carrière, Zorio a été influencé par Michelangelo Pistoletto, Piero Gilardi et Mario Merz.  Les premières pièces de Zorio effectuées entre 1966 et 1968 ont concrétisé les processus énergétiques. Ces travaux ont utilisé le processus de réactions chimiques ou d’actions physiques simples (comme l’oxydation, l’évaporation, le raffinage ou la transmission électrique). Ces premières œuvres sont basées sur des changements autonomes qui se déroulent au sein d’un système donné, ou sur des changements causés par une intervention extérieure (par exemple, par le spectateur). Ces événements et changements ont lieu au sein du travail se produisant à un rythme lent, transformant le poids et l’impact du temps et le rythme implacable de la nature en quelque chose de tangible. L’énergie, tant sur le plan physique-chimique qu’émotionnel, est commune à tous ces processus. Ces concepts peuvent être vus dans des pièces telles que Rosa-blu-rosa, Tenda, Piombi, Senza titolo, (1967) et Senza titolo (1968). 

## Rôle dans le mouvement Arte Povera
Depuis sa première exposition à la Galleria Sperone de Turin en 1967, l’œuvre de Gilberto Zorio est liée à l’histoire d’"Arte Povera". Ces premières productions étaient des objets étranges, qui étaient le résultat d’actions achevées ou celles qui sont encore en cours. Vient ensuite son travail impliquant l’action et la réaction du corps de l’artiste comme dans Odio (« haine » en italien), un mot inscrit avec une hache dans un mur. Le rôle des mots et de la parole est essentiel dans ces pièces.
Zorio a participé à la célèbre exposition Quand les attitudes deviennent forme (1969), organisée par Harald Szeemann à Berne. Zorio y présente Torcia, une pièce radicale où des torches enflammées, suspendues au-dessus du sol, tombent provoquant l’effondrement et la destruction de l’œuvre elle-même. En 1969, il expose également à Paris pour la première fois avec New York pour l’événement « Nine at Castelli » où, avec Giovanni Anselmo, ils sont les seuls artistes européens, face à des artistes de Process Art, Antiform et Post-minimal artistes.  
Plus tard dans la vie, Zorio a commenté le début du mouvement Arte Povera et son rôle, avec les autres artistes du mouvement "Arte Povera", que « quitter la boîte ou quitter le cadre, agissant en dehors du cadre, je ne sais pas si cela a été compris comme un geste de liberté, de liberté, si nous avons été compris comme une force disant « Nous voici, nous sommes prêts à entrer dans le dialogue », je pense que beaucoup a à voir avec la perception de l’autre et ce qui se passe autour de la perception de l’autre. [pas clair]
Zorio a déclaré que sa croyance en l’art est que « Il ne peut pas être masqué ou déguisé, et je pense que je peux dire que de l’œuvre de tant d’artistes, il ne peut pas être masqué ou caché ou déguisé. Et que je pense que c’est un fait très positif, je veux dire que vous pouvez physiquement détruire une œuvre d’art, vous pouvez essayer d’affecter sa force intrinsèque en raison du contexte dans lequel elle existe, mais je ne pense pas que vous pouvez réellement la changer. »

## Thèmes

### Alchimie
Comme beaucoup d’artistes du mouvement élargi Arte Povera, Zorio professe foi en l’alchimie et pratique l’alchimie. Cela a ajouté aux raisons pour lesquelles Zorio s’est identifié avec le pentacle à cinq points porte-bonheur, qui est le symbole de Vénus. Beaucoup de ses pièces ont été influencées par cette croyance et ont influencé son choix dans les matériaux. Un exemple de ceci se trouve dans ses morceaux utilisant des lampes de mine. On peut interpréter la lampe comme un symbole pour l’illumination de l’esprit.

### Étoiles
Les étoiles sont un thème récurrent dans l’œuvre de Gilberto Zorio. C’est devenu une obsession et il y voyait une partie de l’imaginaire public. Il a décrit ses processus dans ces œuvres en déclarant : « Je n’ai rien fait de plus que de le faire, de le traîner et de l’utiliser en faveur, je ne sais pas de quoi, bien que j’espère et que je crois en faveur d’un besoin d’énergie et d’étonnement. »

### Canoë
Gilberto Zorio a travaillé avec l’idée de canoës tout au long de sa carrière. Il les a créés à l’aide de matériaux assortis tels que le tangage ou l’acier. Il décrit un canot comme « un javelot d’eau, c’est le désir et le rêve, le mouvement vers l’avant, l’idée d’effort, de conquête, de nouveaux atterrissages ».

### Les javelots
Les javelots sont un thème récurrent dans l’œuvre de Zorio. Il a utilisé les javelots comme objets autonomes et les a également utilisés pour travailler sur d’autres thèmes. Un exemple de ceci peut être trouvé dans la pièce de Zorio intitulée Stella di giavellotti (étoile des javelots). Selon Zorio, le javelot est un instrument dont « le design a été perfectionné au fil des millénaires (et a) atteint la beauté absolue ».

## Œuvres
- Tenda (Tente) (1967)
- Colonna (Colonne) (1967): tube d’eternit sur une chambre à air [1]
- Rosa-blu-rosa (Rose-Bleu-Rose) (1967): tube en fibre-ciment, chlorure de cobalt, 5 7/8 × 112 1/4 × 11 3/4 [2]
- Senza titolo (1968)
- Luci (1968) : huit blocs de béton, douze lampes, câbles électriques
- Plombi II (1968) : deux feuilles de plomb, sulfate de cuivre, acide chlorhydrique, fluorescéine, tresse de cuivre, corde
- Senza titolo (1969)
- Scrittura bruciata (Écriture brûlée) (1968-69)
- Per purificare le parole (Pour purifier les paroles) (1969) : Tuyau de pompier (caoutchouc dur gainé de grosse toile), embouchure en zinc ; tubes en fer Hauteur : 170 cm, diamètre : 300 cm [3]
- Confine incandescente (Bordure incandescente) (1970-1971)
- Canoa (Canoë) (1984-1991)